# Grotta Nutty Putty
La grotta Nutty Putty è una grotta idrotermale ipogenica situata poco a ovest del lago Utah, nello Utah. Precedentemente nota solo agli speleologi sia dilettanti che professionisti, da cui era particolarmente apprezzata nonostante fosse nota per i suoi stretti passaggi, la grotta è stata chiusa al pubblico nel 2009 in seguito a un incidente mortale lì avvenuto il 24 novembre dello stesso anno.

## Scoperta ed esplorazione
La grotta, esplorata per la prima volta nel 1960 da Dale Green e da alcuni suoi amici, è stata così battezzata dallo stesso Green in virtù della consistenza simile allo stucco (putty in inglese) della morbida argilla marrone sita in molti dei suoi passaggi e composta, come si è scoperto in seguito, in buona parte da piccoli granelli di biossido di silicio. Peraltro, Green ha dichiarato di aver inizialmente avuto l'intenzione di chiamarla "Silly Putty", salvo poi propendere per "Nutty Putty" (in italiano, letteralmente, stucco nocciolato) perché suonava meglio. La struttura, comprendente circa 430 m di tunnel e pozzi più e meno verticali, e a cui si accedeva attraverso una stretta apertura, è di fatto una grotta ipogenica, essendo stata formata dall'acqua surriscaldata in ascesa che ha depositato residui di diversi minerali lungo le pareti dei tunnel scavati dal suo passaggio, composte per la maggior parte da selce.
Si stima che nei primi anni 2000 il numero di visitatori della grotta, divenuta nota tra boy scout e studenti universitari, superasse le 5 000 persone all'anno, molte delle quali entravano nella formazione a tarda notte o del tutto sprovviste di dispositivi di sicurezza. Ciò portò a un'eccessiva levigatura della roccia all'interno della grotta, aumentando molto il rischio di scivolamento; fatto che, assieme alla già menzionata ristrettezza dei passaggi, fece sì che tra il 1999 e il 2004 si fossero rese necessarie quattro diverse operazioni di soccorso speleologiche messe in atto per salvare un totale di sei escursionisti rimasti bloccati in svolte o passaggi particolarmente stretti. Per questo, nel 2005 fu messo a punto un progetto per limitare il numero di visitatori ammessi nella struttura, oggi gestita dalla Utah Timpanogos Grotto e di proprietà della Utah School and Institutional Trust Lands Administration, che portò alla sua temporanea chiusura e all'installazione di un cancello il 24 maggio dello stesso anno. Il 18 maggio 2009, dopo l'istituzione di un adeguato sistema di gestione degli ingressi e lo sviluppo di un processo atto a garantire il rispetto delle norme di sicurezza, la grotta fu quindi riaperta al pubblico.

## L'incidente di John Edward Jones e la chiusura
Il 24 novembre 2009, il ventiseienne John Edward Jones rimase bloccato e successivamente morì nella grotta, dopo essere rimasto intrappolato all'interno di un pozzo quasi verticale per circa 27 ore.
Verso le 9 del mattino del 24 novembre, Jones e altri tre avevano lasciato la loro cordata alla ricerca del The Birth Canal (in italiano: canale del parto), un passaggio stretto ma percorribile con all'estremità uno slargo che permetteva di girarsi e tornare indietro. Alla testa del gruppetto, Jones entrò in un passaggio non mappato che credeva erroneamente essere il Birth Canal e si ritrovò in un vicolo cieco, a circa 120 m dall'entrata della grotta e 30 metri sotto la superficie, senza nessun posto verso cui proseguire fatta eccezione per una stretta fessura verticale, ampia 25 x 46 cm, che gli si apriva davanti, sul pavimento del tunnel. Credendo che quella fosse l'accesso allo slargo in cui poter poi svoltare, il ragazzo vi entrò e vi rimase incastrato a testa in giù con un angolo di 70°. La squadra di soccorso, chiamata dai compagni di Jones, installò un complesso sistema di funi e carrucole nel tentativo di disincastrare il ragazzo, che verso le 16:30 riuscì in effetti a liberarlo quel tanto che bastava da fargli arrivare acque e cibo, facendolo rimanere appeso a testa in giù nel pertugio con un'inclinazione di 70-80°. Tuttavia, dopo alcune ore, un ancoraggio del sistema cedette, facendo ricadere il ragazzo nella fessura, in una posizione forse ancora peggiore. Alla fine, a circa 27 ore dall'incidente e con i soccorritori ancora all'opera, il corpo di Jones, troppo stressato dalla posizione capovolta e compressa in cui era costretto, cedette, e il ragazzo morì per arresto cardiaco.
Una volta constatato l'accaduto, i soccorritori conclusero che sarebbe stato troppo pericoloso tentare di recuperare il cadavere; per questo, l'ente proprietario del terreno e la famiglia di Jones raggiunsero un accordo sulla base del quale la grotta sarebbe stata chiusa permanentemente, con il corpo dello sfortunato ragazzo all'interno, quasi come un suo memoriale. Così, il 3 dicembre 2009, il soffitto della grotta nei pressi del corpo del ragazzo fu fatto crollare con gli esplosivi e l'ingresso fu cementato.
Alla tragedia è stato anche ispirato il film The Last Descent, del regista Isaac Halasima, uscito nelle sale statunitensi il 16 settembre 2016.
Alcuni membri della comunità speleologica si sono opposti alla chiusura della grotta, presentando diverse petizioni per mantenerne l'accesso aperto al pubblico, tuttavia ogni appello è rimasto inascoltato da parte delle autorità preposte.